# Carbidopa
La carbidopa (o S-(−)-carbidopa) è un farmaco inibitore della dopa decarbossilasi utilizzato in combinazione con la levodopa per il trattamento sintomatico della malattia di Parkinson idiopatica e di altre condizioni associate a sintomi parkinsoniani.
La carbidopa presenta una denominazione chimica di N-amino-alfa-metil-3-idrossi-L-tirosina monoidrato. Inibisce potentemente la decarbossilasi degli aminoacidi aromatici (DDC) e, grazie alle sue proprietà chimiche, non attraversa la barriera emato-encefalica. A causa della sua attività, la carbidopa viene sempre somministrata contemporaneamente alla levodopa. È stata sviluppata una formulazione specifica contenente solo carbidopa per il trattamento delle nausea in pazienti in cui la terapia combinata levodopa/carbidopa non è efficace nel ridurre la nausea.
Il primo prodotto approvato dalla FDA contenente solo carbidopa è stato sviluppato da Amerigens Pharmaceuticals Ltd ed è stato approvato nel 2014^10. D'altra parte, il trattamento combinato carbidopa/levodopa è stato originariamente sviluppato da Watson Labs, ma le informazioni storiche della FDA risalgono all'approvazione di questa terapia combinata sviluppata da Mayne Pharma nel 1992.

## Farmacologia

### Indicazione d'uso
L'uso della carbidopa è indicato in combinazione con la levodopa per il trattamento dei sintomi della malattia di Parkinson idiopatica, del parkinsonismo postencefalitico e del parkinsonismo sintomatico causato da intossicazione da monossido di carbonio o manganese.
La terapia combinata viene somministrata al fine di ridurre la nausea e il vomito indotti dalla levodopa.
Il prodotto contenente carbidopa dovrebbe essere utilizzato nei pazienti in cui la terapia combinata di carbidopa/levodopa fornisce una dose giornaliera inferiore a quella adeguata.
Inoltre, la carbidopa può essere impiegata nei pazienti in cui le dosi di carbidopa e levodopa richiedono una titolazione individuale.

### Farmacodinamica
Quando miscelata con levodopa, la carbidopa inibisce la conversione periferica della levodopa in dopamina e la decarbossilazione dell'ossitriptano in serotonina da parte della decarbossilasi degli aminoacidi aromatici L. Ciò comporta un aumento della quantità di levodopa e ossitriptano disponibile per il trasporto al sistema nervoso centrale. La carbidopa inibisce anche il metabolismo della levodopa nel tratto gastrointestinale, aumentando così la biodisponibilità della levodopa.
La presenza di unità aggiuntive di levodopa circolante può aumentare l'efficacia dei neuroni dopaminergici ancora funzionanti ed è stato dimostrato che allevia i sintomi per un certo periodo di tempo. L'azione della carbidopa è molto importante in quanto la levodopa è in grado di attraversare la barriera emato-encefalica mentre la dopamina non può farlo. Pertanto, l'amministrazione di carbidopa è essenziale per prevenire la trasformazione della levodopa esterna in dopamina prima di raggiungere il sito d'azione principale nel cervello.
La co-somministrazione di carbidopa con levodopa ha dimostrato di aumentare l'emivita della levodopa di oltre 1,5 volte, aumentando i livelli plasmatici e riducendo la clearance. La terapia combinata ha anche mostrato un aumento del recupero della levodopa nelle urine anziché della dopamina, il che dimostra un metabolismo ridotto. Questo effetto è stato osservato in una significativa riduzione delle dosi di levodopa richieste e una significativa riduzione della presenza di effetti collaterali come la nausea. Si è osservato che l'effetto della carbidopa non è dose-dipendente.

### Meccanismo d'azione
La carbidopa è un inibitore della DDC che, di conseguenza, inibisce il metabolismo periferico della levodopa. La DDC è molto importante nella biosintesi dell'L-triptofano in serotonina e nella modifica dell'L-DOPA in dopamina.
La DDC può essere trovata nella periferia del corpo e nella barriera emato-encefalica. L'azione della carbidopa è concentrata sulla DDC periferica in quanto questo farmaco non può attraversare la barriera emato-encefalica. Pertanto, la carbidopa impedirà il metabolismo della levodopa nella periferia, ma non avrà alcuna attività sulla generazione di dopamina nel cervello.

### Assorbimento
Quando la levodopa/carbidopa viene somministrata per via orale, viene assorbito il 40-70% della dose somministrata. Una volta assorbita, la carbidopa mostra una biodisponibilità del 58%^5. Dopo 143 minuti, si raggiunge una concentrazione massima di 0,085 mcg/ml con un'area sotto la curva (AUC) di 19,28 mcg.min/ml.

#### Volume di distribuzione
Il volume di distribuzione riportato per la terapia combinata di carbidopa/levodopa è di 3,6 L/kg. Tuttavia, la carbidopa è ampiamente distribuita nei tessuti, ad eccezione del cervello. Dopo un'ora, la carbidopa si trova principalmente nel rene, nei polmoni, nell'intestino tenue e nel fegato.

#### Legame proteico
È ampiamente accettato che il legame proteico della carbidopa sia del 76%. Tuttavia, sono necessari ulteriori studi o la presentazione della fonte di queste informazioni.

### Metabolismo
La principale via metabolica per la carbidopa è rappresentata dalla perdita del gruppo funzionale idrazina (probabilmente come azoto molecolare). Ci sono diversi metaboliti del metabolismo della carbidopa, tra cui acido 3-(3,4-diidrossifenil)-2-metilpropionico, acido 3-(4-idrossi-3-metossifenil)-2-metilpropionico, acido 3-(3-idrossifenil)-2-metilpropionico, acido 3-(4-idrossi-3-metossifenil)-2-metillattico, acido 3-(3-idrossifenil)-2-metillattico e 3,4-diidrossifenilacetone.

#### Via di eliminazione
Negli studi sugli animali, il 66% della dose somministrata di carbidopa è stato eliminato tramite l'urina, mentre l'11% è stato rinvenuto nelle feci. In studi condotti sull'uomo, è stato osservato un'escrezione urinaria che copre il 50% della dose somministrata.

#### Emivita
L'emivita riportata della carbidopa è di circa 107 minuti.

#### Clearance
Il tasso di clearance riportato per la terapia combinata di levodopa/carbidopa è di 51,7 L/h.

### Tossicità
L'LD50 della carbidopa riportato per il ratto è di 4810 mg/kg[^MSDS^]. Negli studi sugli animali, la carbidopa non ha mostrato incidenze di neoplasie e non ha avuto effetti sullo stato di fertilità e sullo sviluppo.
Non sono stati segnalati casi di sovradosaggio con il solo prodotto contenente carbidopa. In caso di sovradosaggio, si consiglia immediato lavaggio gastrico e somministrazione di fluidi per via endovenosa. È necessario un monitoraggio elettrocardiografico continuo.